# NGC 3068
NGC 3068 é uma galáxia elíptica (E-S0) localizada na direcção da constelação de Leo. Possui uma declinação de +28° 52' 41" e uma ascensão recta de 9 horas, 58 minutos e 40,1 segundos.
A galáxia NGC 3068 foi descoberta em 12 de Março de 1785 por William Herschel.